# شهرداری کووا لیما
شهرداری کووا لیما (به لاتین: Cova Lima Municipality) یک منطقهٔ مسکونی در تیمور شرقی است که در تیمور شرقی واقع شده‌است. شهرداری کووا لیما ۱٬۲۰۳ کیلومتر مربع مساحت دارد.